# Гремячее (Брянская область)
Гремячее — село в Навлинском районе Брянской области в составе Бяковского сельского поселения.

## География
Находится в восточной части Брянской области на расстоянии приблизительно 19 км на восток-северо-восток по прямой от районного центра поселка Навля.

## История
Упоминалось с XVII века, бывшее владение Карачевского Воскресенского монастыря); до XVIII века Гремячая Слобода. В 1770 году была построена Казанская церковь (не
сохранилась). В середине XX века работали колхозы «Красный кооператор», им. Кирова и им. Сталина. В 1866 году здесь (село Карачевского уезда Орловской губернии) учтено было 85 дворов .

## Население
Численность населения: 788 человек (1866 год), 301 человек (русские 100 %) в 2002 году, 260 в 2010.